# Domenico Buffa
Domenico Buffa (Ovada, 16 gennaio 1818 – Torino, 19 luglio 1858) è stato un avvocato, giornalista e politico italiano.
Autore di inni sacri manzoniani e collaboratore di Vieusseux, partecipò a numerose testate giornalistiche dell'epoca e fu anche un valente studioso di storiografia ed etnografia. Di idee liberali, nel 1848 divenne Ministro dell'agricoltura e del commercio del Regno di Sardegna nei Governi Gioberti e Chiodo, oltre che deputato lungo le prime sei legislature del Parlamento Subalpino. Fu anche regio commissario a Genova nel 1848 e intendente generale nella stessa città dal 1852 al 1855.

## Biografia

### Nascita e studi
Figlio di Stefano Buffa e di Francesca Pesci, Domenico Buffa nacque il 16 gennaio 1818 ad Ovada, grosso centro posto non lontano da Alessandria, al confine tra Liguria e Piemonte, da un'agiata famiglia borghese di sincera fede cattolica e di grande cultura. Avviato dal padre agli studi giuridici, nel 1835 Domenico si iscrisse alla facoltà di Giurisprudenza dell'Università di Genova, trasferendosi tre anni dopo a Torino, poiché il padre Stefano mal tollerava le frequentazioni del figlio con gli ambienti mazziniani e socialisti vicini alle idee di Saint-Simon. Nell'ateneo torinese Buffa completò gli studi e si laureò in giurisprudenza nel 1840.

### Scrittore e giornalista
Nel 1835, a soli 17 anni, Domenico Buffa diede alle stampe una raccolta di poesie di chiara impronta manzoniana, edite a Pisa con il nome di Inni. Altre sue opere poetiche, sia precedenti che seguenti, rimaste inedite, sono conservate nell'archivio della famiglia Buffa a Ovada. Dal 1838 il giovane Domenico si dedicò anche agli studi di storiografia ed etnografia, scrivendo alcuni saggi rimasti anch'essi inediti.
Infatti, già quell'anno compose il Saggio di sapienza popolare, uno studio che comprendeva 281 proverbi raccolti ad Ovada e dintorni, nella valle dell'Orba, a Torino, a Genova e nei monti della Liguria centrale, e che rappresentò l'inizio dello studio delle tradizioni popolari del Regno di Sardegna. Per questa sua ricerca, Buffa entrò in contatto con Niccolò Tommaseo, che incontrò personalmente a Firenze, dove conobbe anche Gino Capponi e Vieusseux, di cui divenne collaboratore.
In questo periodo fu intensa anche la sua attività di giornalista: Buffa infatti collaborò a numerose testate, sorte in un periodo di attenuazione della censura governativa, come Il Subalpino e Lettura di famiglia, quest'ultimo fondato da Lorenzo Valerio. Inoltre intraprese anche alcune opere storiche di rilievo: dal 1843 al 1845 lavorò al saggio storico Delle origini, edito a Firenze nel 1847, opera apprezzata da gradi studiosi italiani del tempo (Cesare Balbo, Capponi e Tommaseo) per il principio enunciato di continuità storica come base per ogni investigazione del passato. Altra opera di interessa fu Giambattista Vico, dramma preceduto da alcune poesie dello stesso, pubblicato a Torino nel 1845, nella quale Buffa esplora il tormentato travaglio del filosofo napoletano Giambattista Vico, che, per far trionfare una nuova verità, deve lottare contro tutto e tutti.
Collaboratore di altri periodici e riviste scientifiche e letterarie, Buffa nel gennaio del 1848, alla vigilia dei Moti del 1848 che avrebbero infiammato l'Europa, fondò con Terenzio Mamiani a Genova il giornale La Lega italiana, di tendenza neoguelfa e federalista, di cui Buffa assunse la direzione fino al 21 marzo 1848, quando lasciò la Liguria per accorrere nella Lombardia insorta, facendo opera di propaganda filo-piemontese.

### La carriera politica
Dopo la concessione dello Statuto Albertino e lo scoppio della Prima Guerra d'Indipendenza, Buffa fu eletto deputato per la I Legislatura del Regno di Sardegna per il collegio di Ovada: il diretto interessato quindi lasciò Milano, dove si trovava, per tornare nella capitale sabauda, per partecipare all'inaugurazione della prima Camera dei deputati del Parlamento Subalpino, insediatasi l'8 maggio 1848. In veste di deputato, Buffa si mise in luce per numerosi interventi parlamentari, come quello del 19 ottobre, quando chiese con forza la ripresa della guerra dopo la firma dell'Armistizio Salasco, o altri sui necessari provvedimenti per i rifugiati lombardi e veneti riversatisi in Piemonte dopo la sconfitta: ciò lo accostò alla formazione politica della Sinistra democratica. Frattanto il 16 dicembre, caduto il Governo Perrone, Buffa fu chiamato da Vincenzo Gioberti, nuovo Presidente del Consiglio dei ministri, a ricoprire il ruolo di Ministro dell'agricoltura e del commercio del Regno di Sardegna, ma già due giorni dopo venne nominato regio commissario a Genova, città in fermento a causa di spinte separatiste alimentate da un mai sopito repubblicanesimo ligure.
Giunto in città, Buffa emanò un proclama che prevedeva l'allontanamento dell'esercito regolare, provocando la reazione indignata degli elementi politici liberali più moderati (come Massimo d'Azeglio, Alessandro La Marmora, Pier Dionigi Pinelli), mentre i colleghi di governo cercarono di giustificare il suo atto. Non riuscendo però a pacificare gli animi, neanche con l'assunzione diretta del comando della Guardia Nazionale, il regio commissario attuò misure più severe, come la chiusura del Circolo Italiano, che gli valse le proteste e l'ira della Sinistra radicale e dei mazziniani.
Dopo la denuncia dell'Armistizio e la ripresa delle ostilità il 23 marzo 1849, Buffa lasciò il suo incarico genovese per tornare alla Camera, dove, in qualità di ministro, tre giorni dopo lesse al Parlamento la lettera di abdicazione di Carlo Alberto di Savoia dopo il disastro di Novara. Dopo questo episodio, Buffa si distaccò gradualmente dalla Sinistra parlamentare e si avvicinò al raggruppamento di Destra più moderato e liberale, che avrebbe avuto in Cavour il suo rappresentante. Dopo lo scioglimento della Camera con il famoso Proclama di Moncalieri del 20 novembre 1849 da parte del nuovo re Vittorio Emanuele II di Savoia, l'ex-ministro intrecciò sempre più fitti legami con esponenti politici facenti capo a Cavour, il quale, unendo la corrente liberale e moderata del Parlamento al centro-sinistra guidato da Urbano Rattazzi, avrebbe potuto avere la base politica per attuare il programma di unità nazionale. Quindi, fattosi mediatore per Rattazzi, Buffa si incontrò con la controparte di Cavour, Michelangelo Castelli, per organizzare un incontro al fine di sancire questa alleanza politica. Cavour e Rattazzi si incontrarono in casa di Castelli, presente anche Buffa, tra la fine del 1850 e l'inizio del 1851, per concordare quanto segue: abbandono delle ali estreme del Parlamento, sostegno alla monarchia parlamentare, proseguimento del programma di unità nazionale, riforme civili ed economica atte a far progredire la Nazione. L'accordo, chiamato ironicamente Connubio dagli avversari, ebbe il suo banco di prova il 10 febbraio 1852, quando alla Camera era in discussione la legge De Foresta, che inaspriva le pene per chi offendeva a mezzo stampa i sovrani e i governi stranieri. In quell'occasione, Buffa votò a favore, discostandosi dai suoi colleghi di partito più estremisti che avevano deciso di votare compattamento in senso contrario.
Infine, dimessosi il ministero D'Azeglio e andato Cavour al governo il 4 novembre 1852, Buffa ricevette dal nuovo esecutivo un incarico impegnativo e delicato, ovvero quello di intendente generale della provincia di Genova, dove molti erano i rancori e le ostilità della popolazione per la cruenta repressione militare operata da La Marmora nel 1849. In qualità di intendente, il politico italiano usò maggiore esperienza della volta passata, dovendo spesso usare le maniere forti, ma ricevendo sempre la stima e le attestazioni di Cavour e del governo. 
Nel settembre 1853 dovette far arrestare il patriota Felice Orsini, che stava progettando di far scoppiare un'insurrezione di stampo mazziniano a Sarzana, procedendo egli stesso all'interrogatorio, ma usato tal modi di umanità che lo stesso Orsini gli riconobbe. Poco dopo, nel febbraio del 1854 organizzò l'apparato di sicurezza per la cerimonia di inaugurazione della nuova ferrovia che collegava Genova a Torino, presenti anche il re e la famiglia reale al completo. Durante la tremenda epidemia di colera che si abbatté su Genova e la sua provincia tra il 1854 e il 1855, Buffa presiedette consigli sanitari, promosse comitati di assistenza e di sorveglianza, visitò ospedali e lazzaretti e varò l'applicazione di numerose norme igieniche e sanitarie. Inoltre, per combattere la scarsità di viveri e la mancanza di lavoro, l'intendente incitò il municipio ad intraprendere nuovi lavori pubblici, creò commissioni di pubblica beneficenza, abolì il dazio sul grano e favorì l'emigrazione dei lavoratori. Infine, si dimise dopo l'approvazione delle contestatissime Leggi sui conventi, che egli riteneva lesive del diritto di proprietà e dannose per la separazione tra Stato e Chiesa, rientrando alla Camera con le elezioni suppletive in Sardegna il 14 novembre 1855.
Nelle ultime sedute Buffa appoggiò la politica estera di Cavour alla Camera, intervenendo a favore della Guerra di Crimea il 21 dicembre 1855 e il 15 gennaio 1856; battuto alle elezioni generali del novembre del 1857 nel suo collegio da un canonico, chiaro simbolo dell'avanzata della Destra clericale, Buffa poté tornare in parlamento grazie all'invalidazione della nomina del suo avversario e si poté ripresentare nel collegio di Sassari il 3 febbraio 1858, vincendo. I suoi interventi più importanti furono l'appoggio alla proposta di Cavour di inasprire le pene per apologia di regicidio dopo i fatti successivi all'attentati di Felice Orsini a Napoleone III e quello, svolto il 27 maggio 1858, per l'approvazione di un prestito di 40 milioni di lire alle finanze, poi approvato un mese dopo.
Infine, il 23 giugno 1858, mentre usciva dalla Camera, Domenico Buffa venne colto da un colpo apoplettico, che, dopo un breve recupero, lo portò alla morte il 19 luglio 1858 a Torino, a soli 40 anni.